# Bohal
Bohal – miejscowość i gmina we Francji, w regionie Bretania, w departamencie Morbihan.
Według danych na rok 1990 gminę zamieszkiwało 457 osób, a gęstość zaludnienia wynosiła 54 osoby/km² (wśród 1269 gmin Bretanii Bohal plasuje się na 853. miejscu pod względem liczby ludności, natomiast pod względem powierzchni na miejscu 887.).